# Liste von Fahrgeschäften mit Virtual-Reality-Erweiterung
Diese Liste von Achterbahn-Fahrgeschäften mit Virtual-Reality-Erweiterung (VR Coaster) wird fortlaufend erweitert. Eine Vollständigkeit kann jedoch nicht durchgehend garantiert werden.
| Name                                             | Name des Fahrgeschäfts             | Typ                      | Fahrzeit  | Länge in Metern | VR optional?      | Eröffnung  | Fahrgeschäft Hersteller         | VR Entwickler                                                | Park                       | Land                   | Stadt, Region               | Notiz                               |
| ------------------------------------------------ | ---------------------------------- | ------------------------ | --------- | --------------- | ----------------- | ---------- | ------------------------------- | ------------------------------------------------------------ | -------------------------- | ---------------------- | --------------------------- | ----------------------------------- |
| Galaxie Express                                  | Galaxie Express                    | Powered Coaster          | Unbekannt | 500             | Nein              | 2003       | Mack Rides GmbH & Co KG         | Unbekannt                                                    | Space Center               | Deutschland            | Bremen, Bremen              | Weltweit erster VR Coaster          |
| Alpenexpress Coastiality                         | Alpenexpress Enzian (Grottenblitz) | Powered Coaster          | 1:40      | 264             | Ja 5/19 VR-Reihen | 17.09.2015 | Mack Rides GmbH & Co KG         | MackMedia + VR Coaster GmbH & Co. KG                         | Europa Park                | Deutschland            | Rust, Baden-Württemberg     |                                     |
| Thunder Run VR                                   | Thunder Run                        | Powered Coaster          | 1:24      | 330,1           | Ja                | 03.10.2015 | Mack Rides GmbH & Co KG         | VR Coaster GmbH & Co. KG                                     | Canada's Wonderland        | Kanada                 | Vaughan, Ontario            |                                     |
| VR Coaster                                       | Freedom Flyer                      | Suspended Family Coaster | 1:00      | 395             | Ja                | 16.11.2015 | Vekoma                          | VR Coaster GmbH & Co. KG                                     | Fun Spot America           | Vereinigte Staaten     | Orlando, Florida            | VR Demonstration auf der IAAPA 2015 |
| Kyary Pamyu Pamyu XR Ride                        | Space Fantasy: The Ride            | Spinning Coaster         | 2:35      | 585             | Nein              | 14.01.2016 | Mack Rides GmbH & Co KG         | VR Coaster GmbH & Co. KG                                     | Universal Studios Japan    | Japan                  | Osaka, Osaka                |                                     |
| The new Revolution Virtual Reality Coaster       | Shock Wave                         | Sit-Down Coaster         | 2:00      | 1097,3          | Ja                | 10.03.2016 | Schwarzkopf                     | VR Coaster GmbH & Co. KG                                     | Six Flags Over Texas       | Vereinigte Staaten     | Arlington, Texas            |                                     |
| The new Revolution Virtual Reality Coaster       | Dare Devil Dive                    | Sit-Down Coaster         | 1:40      | 639,8           | Ja                | 12.03.2016 | Gerstlauer Amusement Rides GmbH | VR Coaster GmbH & Co. KG                                     | Six Flags Over Georgia     | Vereinigte Staaten     | Austell, Georgia            |                                     |
| Pegasus Coastiality                              | Pegasus                            | Youngstar Coaster        | 1:10      | 400             | Ja 4/10 VR-Reihen | 17.03.2016 | Mack Rides GmbH & Co KG         | Ambient Entertainment + VR Coaster GmbH & Co. KG + MackMedia | Europa Park                | Deutschland            | Rust, Baden-Württemberg     |                                     |
| Dinolino's VR-Ride                               | Familienachterbahn                 | Sit-Down Coaster         | 1:25      | 222             | Ja                | 19.03.2016 | Zierer Rides                    | VR Coaster GmbH & Co. KG                                     | Erlebnispark Schloss Thurn | Deutschland            | Heroldsbach, Bayern         |                                     |
| Galactica                                        | Air                                | Flying Coaster           | 1:40      | 840             | Ja                | 25.03.2016 | Bolliger & Mabillard            | Figment Productions                                          | Alton Towers               | Vereinigtes Königreich | Alton, Staffordshire        |                                     |
| The new Revolution Virtual Reality Coaster       | New Revolution                     | Sit-Down Coaster         | 2:12      | 1053,7          | Ja                | 25.03.2016 | Schwarzkopf                     | VR Coaster GmbH & Co. KG                                     | Six Flags Magic Mountain   | Vereinigte Staaten     | Valencia, California        |                                     |
| Mount Mara                                       | Revolution                         | Sit-Down Coaster         | 2:20      | 720             | Ja                | 26.03.2016 | Vekoma                          | VR Coaster GmbH & Co. KG                                     | Bobbejaanland              | Belgien                | Lichtaart, Antwerp          |                                     |
| Linnunrata eXtra                                 | Linnunrata                         | Sit-Down Coaster         | 0:50      | 360             | Ja                | 01.05.2016 | Zierer Rides                    | VR Coaster GmbH & Co. KG                                     | Linnanmäki                 | Finnland               | Helsinki, Uusimaa, Finnland |                                     |
| The new Revolution Virtual Reality Coaster       | Goliath                            | Hyper Coaster            |           | 1231            | Ja                | 19.05.2016 | Bolliger & Mabillard            | VR Coaster GmbH & Co. KG                                     | La Ronde                   | Kanada                 | Montréal, Québec            |                                     |
| Iron Dragon                                      | Iron Dragon                        | Suspended Coaster        | 2:00      | 853             | Ja                | 24.05.2016 | Arrow Dynamics                  | VR Coaster GmbH & Co. KG                                     | Cedar Point                | Vereinigte Staaten     | Sandusky, Ohio              |                                     |
| The new Revolution Virtual Reality Coaster       | Ninja                              | Sit-Down Coaster         | 2:00      | 740,7           | Ja                | 24.05.2016 | Vekoma                          | VR Coaster GmbH & Co. KG                                     | Six Flags St. Louis        | Vereinigte Staaten     | Eureka, Missouri            |                                     |
| SUPERMAN Ride of Steel Virtual Reality Coaster   | Superman - Ride of Steel           | Mega Coaster             | 2:10      | 1630,7          | Ja                | 08.06.2016 | Intamin Amusement Rides         | VR Coaster GmbH & Co. KG                                     | Six Flags America          | Vereinigte Staaten     | Upper Marlboro, Maryland    |                                     |
| SUPERMAN Krypton Coaster Virtual Reality Coaster | Superman Krypton Coaster           | Floorless Coaster        | 2:35      | 1226,8          | Ja                | 08.06.2016 | Bolliger & Mabillard            | VR Coaster GmbH & Co. KG                                     | Six Flags Fiesta Texas     | Vereinigte Staaten     | San Antonio, Texas          |                                     |
| SUPERMAN The Ride Virtual Reality Coaster        | Superman the Ride                  | Mega Coaster             | 2:35      | 1645,9          | Ja                | 09.06.2016 | Intamin Amusement Rides         | VR Coaster GmbH & Co. KG                                     | Six Flags New England      | Vereinigte Staaten     | Agawam, Massachusetts       |                                     |
| The new Revolution Virtual Reality Coaster       | Steamin' Demon                     | Sit-Down Coaster         | 0:37      | 477             | Ja                | 20.06.2016 | Arrow Dynamics                  | VR Coaster GmbH & Co. KG                                     | Great Escape               | Vereinigte Staaten     | Queensbury, New York        |                                     |